# رافائيل هيريرا
رافائيل هيريرا (بالإسبانية: Rafael Herrera)‏ هو ملاكم محترف مكسيكي يصنف ضمن فئة وزن الديك بدأ مسيرته الاحترافية سنة 1963. حقق بطولة رابطة الملاكمة العالمية وبطولة المجلس العالمي للملاكمة.

## المسيرة الاحترافية
من نزالاته:
- انتصر على روبن أوليفاريس (14-11-1972).
- انتصر على روبن أوليفاريس بالضربة القاضية (19-03-1972).
- انتصر على شوشو كاستيلو (23-08-1971).
- خسر أمام شوشو كاستيلو بالضربة الفنية القاضية (15-02-1969).

## إحصائيات
خاض خلال مسيرته 61 نزالا، فاز في 48 وتعادل في 4 وخسر في 9. فاز بالضربة القاضية في 19 نزالا.

## روابط خارجية
- رافائيل هيريرا على موقع بوكس ريك (الإنجليزية) (registration required)